# Otus alius
El autillo de Nicobar (Otus alius) es una especie de búho de la familia Strigidae. Es endémico de las islas Nicobar, en la India.
Su hábitat natural son los bosques húmedos en las bajas altitudes. Tiene un estatus desconocido, pero presumiblemente es un ave rara o se encuentra en peligro. Fue descubierta por Pamela C. Rasmussen en 1998.